# Баучи
Баучи је једна од држава Нигерије. Налази се на северу земље, а главни град државе је Баучи. Држава Баучи је формирана 1976. године и има 4.653.066 становника (подаци из 2006). Најзначајније етничке групе у држави су Хауса, Џарава, Нингава, Тангале, Каре, Ангас и Канури. Ово је једна од држава Нигерије у којима је уведен шеријатски закон. 